# Gian Matteo Ranzi
Gian Matteo Ranzi (Faenza, 31 gennaio 1948) è un ex lottatore italiano, vincitore della medaglia di bronzo nei pesi leggeri di lotta greco-romana ai Giochi olimpici di Monaco di Baviera 1972.

## Carriera
Dopo il bronzo olimpico di Monaco di Baviera 1972 ebbe minor fortuna a Montréal 1976 allorché fu eliminato nelle qualificazioni.

## Palmarès
| Anno | Manifestazione          | Sede              | Evento       | Risultato | Disciplina         |
| ---- | ----------------------- | ----------------- | ------------ | --------- | ------------------ |
| 1972 | Giochi olimpici         | Monaco di Baviera | Pesi leggeri | Bronzo    | Lotta greco-romana |
| 1975 | Campionati europei      | Frederikshavn     | Pesi leggeri | Oro       | Lotta greco-romana |
| 1975 | Giochi del Mediterraneo | Algeria           | Pesi leggeri | Oro       | Lotta greco-romana |
| 1971 | Giochi del Mediterraneo | Smirne            | Pesi leggeri | Argento   | Lotta libera       |